# Leporelo (album)
Leporelo je čtvrtá česká a celkově jedenáctá deska zpěvačky Ewy Farné. Album vyšlo v roce 2014 a obsahuje 12 skladeb. Deska vyšla v roce 2013 pod názvem "(W)INNA?" v polské verzi.

## Seznam skladeb
| Pořadí         | Název              | Délka |
| -------------- | ------------------ | ----- |
| 1.             | Leporelo           | 3:09  |
| 2.             | Z nálezů a krás    | 3:06  |
| 3.             | Oblíbená věc       | 3:44  |
| 4.             | Promilte mi        | 3:50  |
| 5.             | Náhle              | 3:59  |
| 6.             | Kdo se mnou tančí  | 3:50  |
| 7.             | Nech mě žít        | 3:15  |
| 8.             | Bez titulků        | 3:47  |
| 9.             | Mámě               | 3:59  |
| 10.            | Neznámá známá      | 4:44  |
| 11.            | Lešek              | 3:01  |
| 12.            | Tu Bi Kontiniut... | 2:27  |
| Celková délka: | Celková délka:     | 42:51 |